# 香薷状香简草
香薷状香简草（学名：Keiskea elsholtzioides）为唇形科香简草属下的一个种。

## 扩展阅读
- 維基物種上的相關：香薷状香简草